# Refugio Borneque
María del Refugio Adriana Blanca Borneque Schneider (Ciudad de México, 22 de octubre de 1876-Ciudad de México, 18 de enero de 1953) fue la segunda esposa del presidente Francisco León de la Barra y primera dama de México en 1911.

## Biografía
El empresario suizo Xavier Jules Borneque (1828-1885) llegó a México en los 40s. Ahí conoció a la mexicana María Andrea del Rosario Luisa Rita Ignacia Schneider Castro (1838-?), con quien casó el 21 de agosto de 1858 y procreó ocho hijos. La séptima hija del matrimonio Borneque, Refugio, nacida después de María Elena y antes de Víctor Luis, vino al mundo el 22 de octubre de 1876 en la Ciudad de México, donde se le bautizó dos días después en la Iglesia de El Sagrario. Como hija de una acaudalada familia, Refugio recibió una esmerada educación. A muy corta edad adquirió gracia social, finos modales, distinción y mucha elegancia; cualidades que cautivaron a Lucas Alamán Vidaurrázaga (23 de octubre de 1871-6 de febrero de 1909), nieto del prominente político Lucas Alamán. Contrajeron matrimonio el 24 de agosto de 1898 en el Templo de Jesús Nazareno en la Ciudad de México. De este matrimonio nacieron tres hijos; Lucas, Alfonso y Carmen Alamán Borneque. Esta última contrajo nupcias con Fernández Pérez Caballero y Molto, hijo del antiguo Embajador de España en París y Ministro de Estado, Juan Pérez Caballero y Ferrer, y tuvieron un hijo de nombre Carlos. 
En el mes de febrero de 1909, su esposo Lucas fallece y lo sepultan en el Panteón Español de la capital. En noviembre de ese año, también muere su hermana María Elena. Después de un periodo de luto apropiado, su cuñado viudo Francisco León de la Barra comienza a cortejarla y en febrero de 1911 contraen matrimonio. Su boda capturó la atención de las páginas de sociales de los diarios de la época. El presidente Porfirio Díaz fue testigo del enlace, el cual fue presidido por el arzobispo de México. Refugio y Francisco fueron muy felices. El matrimonio llegó a gozar de popularidad entre la sociedad de Washington. Los dos hijos del licenciado León de la Barra, frutos de su matrimonio con María Elena, jugaron con el hijo más joven del presidente de Estados Unidos, William Howard Taft. Eran, aparentemente, bienvenidos en cualquier momento en la Casa Blanca. Del matrimonio León de la Barra Borneque nació un hijo, Carlos.
Siendo primera dama, asumió en forma inmediata los compromisos que le correspondían: asistir a ceremonias y banquetes, acompañar a su marido a visitar a los presos en la penitenciaría, e incluso, aceptó una fiesta en su honor que organizó el Colegio Militar en el Hipódromo de la Condesa. Terminado el mandato de su marido, vivieron juntos en Europa. Pese a las tragedias personales, la pareja vivió feliz hasta la muerte del licenciado León de la Barra, acontecida en 1939. Siempre los mantuvo unidos un fuerte amor. Regresó a México y se estableció en la capital, donde murió en su residencia el 18 de enero de 1953. Sus restos descansan en el Panteón Español de la Ciudad de México.